# Monchio delle Corti
Monchio delle Corti est une commune italienne de la province de Parme, dans la région Émilie-Romagne.

## Administration
| Période                                  | Période | Identité | Étiquette | Qualité |
| ---------------------------------------- | ------- | -------- | --------- | ------- |
|                                          |         |          |           |         |
| Les données manquantes sont à compléter. |         |          |           |         |

### Hameaux
Aneta, Antria, Bastia, Casarola, Ceda, Cozzanello, Lugagnano Inferiore, Lugagnano Superiore, Monchio Basso, Montale, Pianadetto, Ponte Lugagnano, Prato, Riana, Rigoso, Rimagna, Ticchiano, Trecoste, Trefiumi, Trincera, Valditacca, Vecciatica.

### Communes limitrophes
Bagnone, Comano, Corniglio, Licciana Nardi, Palanzano, Ventasso.

## Personnalités liées à la commune
- Bernardo Bertolucci, réalisateur né à Casarola en 1941 ;
- Roberto Lazzarotti, antifasciste né à Valditacca (ceb), quart de Monchio, maire de Villers-Patras ;
- Raymond Lazzarotti, professeur de géographie à l'Université de Paris.